# Bracon stepposus
Bracon stepposus är en stekelart som beskrevs av Vladimir Ivanovich Tobias 1961. Bracon stepposus ingår i släktet Bracon och familjen bracksteklar. Inga underarter finns listade.